# Gemeiner Augentrost
Der Gemeine Augentrost oder Große Augentrost, auch Wiesen-Augentrost genannt (Euphrasia officinalis, Euphrasia rostkoviana, Euphrasia officinalis subsp. rostkoviana), ist eine Wiesenpflanze aus der Familie der Sommerwurzgewächse (Orobanchaceae).

## Namen
Wie viele der Pflanzen, die in der Heilkunde Verwendung finden, trägt auch der Gemeine Augentrost eine Reihe deutschsprachiger Trivialnamen. Weitere Namen für die Pflanzen-Art sind Augendank, Augustinuskraut, Gibinix, Grummetblume, Herbstblümle, Heuschelm, Milchschelen oder Wegleuchte sowie (lateinisch, evtl. arabisch) Adhil.
Den weiteren Namen Wiesenwolf verdankt der Augentrost seinen Saugwurzeln, mit denen er benachbarten Gräsern Mineralien und Nährstoffe direkt aus deren Wurzeln entzieht und so deren Wachstum hemmen kann (Halbschmarotzer). Aus dieser Eigenschaft resultiert auch der Name Milchdieb, da durch den schlechteren Wuchs der Gräser der Ertrag des Weideviehs gemindert werden kann.
Die wissenschaftliche Einteilung der Gattung Augentrost ist umstritten. Teilweise wird Euphrasia rostkoviana (benannt auch Euphrasia officinalis L. p. p.) weiteren ähnlichen Pflanzen (z. B. Euphrasia picta, Euphrasia kerneri oder Euphrasia stricta) zu Euphrasia officinalis zusammengefasst und dann als Unterart Euphrasia officinalis subsp. rostkoviana angesprochen.

## Beschreibung

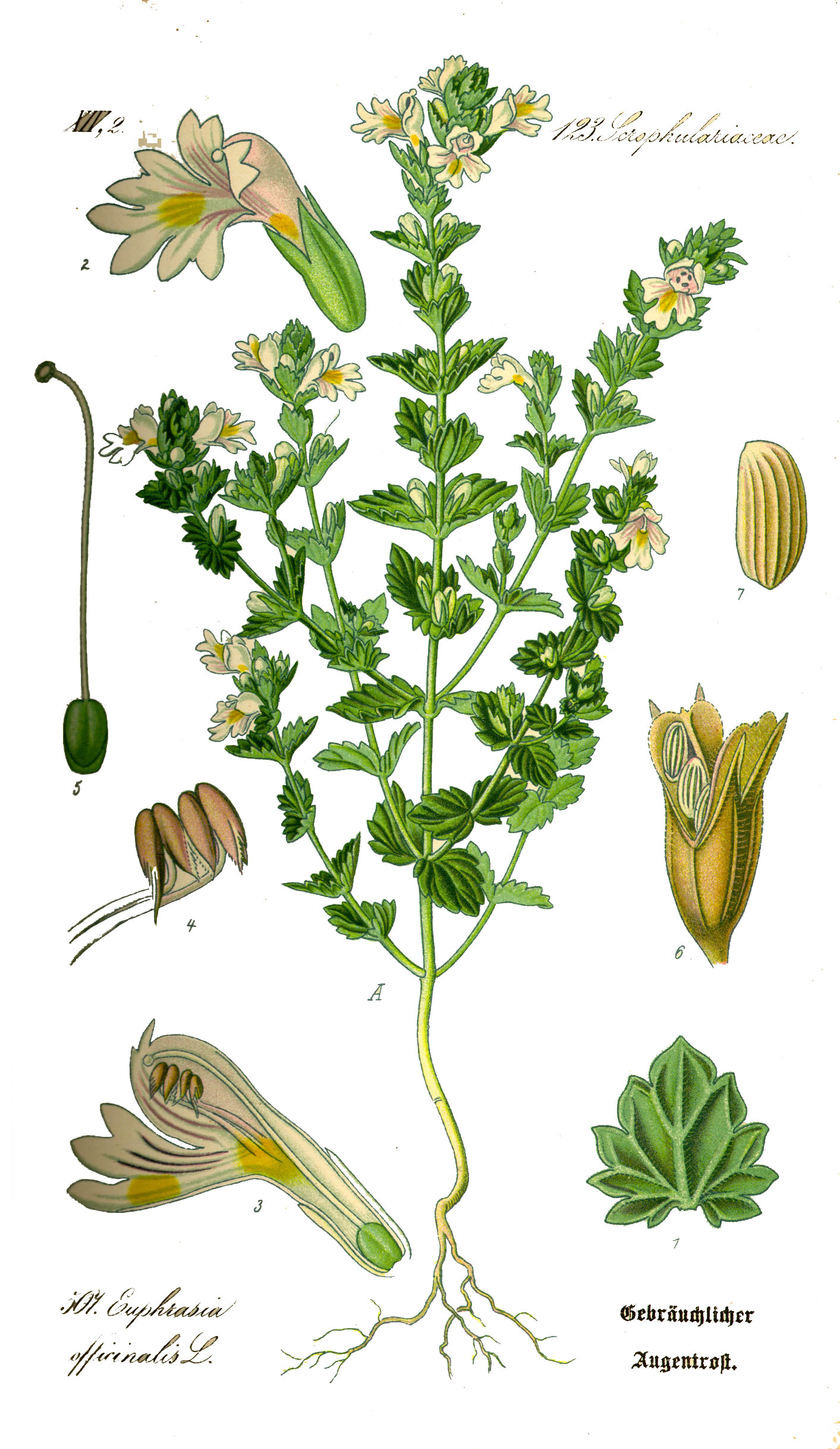
Illustration des Wiesen-Augentrost (Euphrasia rostkoviana)

Die einjährige krautige Pflanze erreicht eine Wuchshöhe von 5 bis 25 cm. Die Blüten sind weiß, häufig violett geadert und haben auf den unteren Blütenblättern einen gelben Fleck. Die Blätter sind knapp einen Zentimeter lang, kreuzweise gegenständig, ungestielt, eiförmig-länglich und gekerbt gezähnt. Wie der gesamte Blütenstand sind sie dicht drüsenhaarig.
Die Chromosomenzahl beträgt 2n = 22.

## Systematik
Man kann bei Euphrasia rostkoviana folgende Unterarten unterscheiden:
- Euphrasia rostkoviana Hayne subsp. rostkoviana
- Euphrasia rostkoviana subsp. campestris (Jord.) P. Fourn.: Sie kommt in Frankreich, Belgien, Italien, in der Schweiz, in Deutschland, im früheren Jugoslawien und in Bulgarien vor.[3]
- Euphrasia rostkoviana subsp. fennica (Kihlm.) Karlsson: Sie kommt in Finnland, Schweden, Litauen, Lettland, Estland, in Russland, Belarus und in der Ukraine vor.[3]
- Euphrasia rostkoviana subsp. montana (Jord.) Wettst.

Die folgenden beiden Unterarten des Großen Augentrost werden von vielen Autoren auch als eigene Arten angesehen:
- Kerners Augentrost (Euphrasia officinalis subsp. kerneri (Wettst.) Eb. Fisch.) => Euphrasia kerneri Wettst. (Syn: Euphrasia picta subsp. kerneri (Wettst.) Yeo)
- Bunter Augentrost (Euphrasia officinalis subsp. picta (Wimm.) Oborný) => Euphrasia picta Wimm.

## Ökologie
Der Große Augentrost ist ein einjähriger Halbschmarotzer auf Wiesenpflanzen; seine Samen sind nur in deren Einflussbereich keimfähig. Mit Hilfe von Saugwurzeln wird das Xylem von Wirtspflanzen angezapft. Die Art zeigt Saisondimorphismus, d. h. im Sommer und im Herbst heranwachsende Pflanzen haben eine unterschiedliche Gestalt.
Die Blüten sind vorweibliche „Eigentliche Lippenblumen“. Bei Berührung der Staubbeutel rieselt der trockene Pollen auf die Blütenbesucher herab. Bestäuber sind besonders Bienen und Schwebfliegen. Die Absonderung von Nektar erfolgt an der Unterseite des Fruchtknotens. Die gelben Saftmale der Blüten werden auch als Staubblattattrappen gedeutet, weil die Bestäuber die Blüten auch außerhalb der männlichen Phase anfliegen. Bei älteren Blüten ist Selbstbestäubung möglich, indem sich durch Wachstum der Blütenkrone Staubbeutel und Narbe berühren. Die Blütezeit ist in Mitteleuropa von Juli bis September.
Die Früchte sind 2-klappige Kapseln, die sich in trockenem Zustand etwas spreizend öffnen und damit als Wind- und Tierstreuer wirken. Die ganze Pflanze wird u. a. wegen der grannig gezahnten Deckblätter auch mit Heu oder Tierfellen verbreitet, was einer Zufalls- und Klettausbreitung entspricht. Die Samen selbst breiten sich als Körnchenflieger aus. Fruchtreife ist von September bis Oktober.

## Vorkommen
Der Wiesen-Augentrost kommt in fast allen Ländern Europas vor, außerdem in der Türkei und in Georgien.
Als Standort werden frische (Mager-)Wiesen und Weiderasen bis in Höhenlagen von 2300 m NN bevorzugt. Die Art ist in Mitteleuropa eine Charakterart der Klasse Molinio-Arrhenatheretea. Sie kommt besonders in montanen Gesellschaften der Arrhenatheretalia vor, aber auch in denen der Verbände Violion oder Mesobromion.
Die Blütezeit ist in Mitteleuropa von Juli bis September. Der Verbreitungsschwerpunkt liegt in Mittel-, West- und Südeuropa. In Österreich ist diese Art häufig in allen Bundesländern anzutreffen.

## Verwendung in der Augenheilkunde

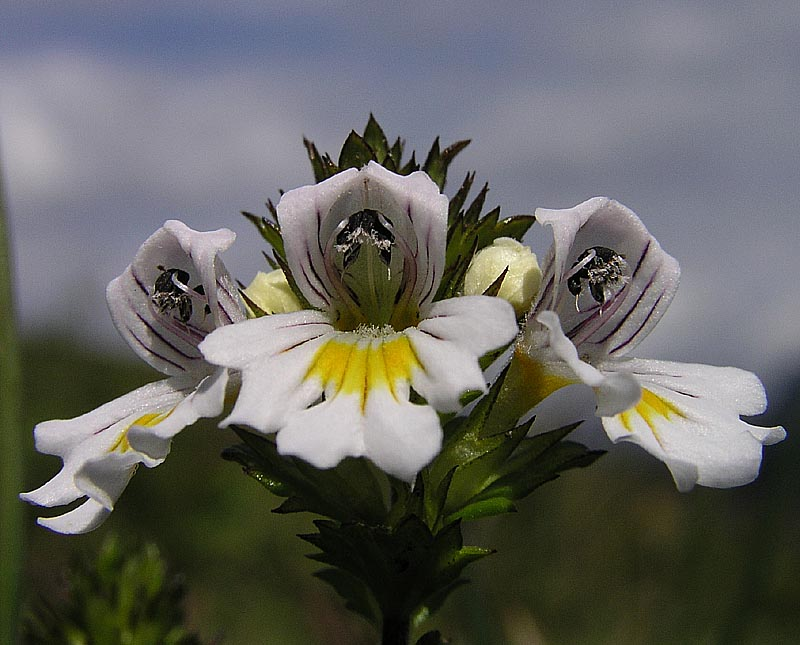
Wiesen-Augentrost, aufgenommen im Kaisergebirge (Österreich)

Der erstmals als euphrasia um 1165 genannte Augentrost wird belegbar seit dem 13. Jahrhundert als Augenheilmittel verwendet. Als Heildroge dienen die getrockneten, während der Blütezeit geernteten oberirdischen Teile, aber auch die ganze frische Pflanze.
Wirkstoffe: Iridoidglykoside wie Aucubin, Euphrosid und Catalpol; Flavonoide, Phenolcarbonsäuren, Lignane, geringe Mengen von ätherischem Öl.
Der Gemeine Augentrost ist eine Droge vor allem der Volksmedizin und der Alternativmedizin wie der Homöopathie. Anwendungsgebiete sind gleichermaßen Husten und Heiserkeit, insbesondere aber Entzündungen der Augenbindehaut und des Lidrandes. Eine nachweisbare Wirkung bei solchen Augenleiden wurde aber nicht erbracht.
Gegen die innerliche Verwendung als Tee bestehen keine Bedenken; die äußerliche Anwendung in Form von Waschungen, Umschlägen und Bädern am Auge wird aus hygienischen Gründen dagegen nicht empfohlen, da die Zubereitungen oft nicht schwebstoff- und keimfrei sind. Gegen sterile Zubereitungen sei nichts einzuwenden.

## Trivialnamen
Für den Gemeinen Augentrost bestehen bzw. bestanden auch die weiteren deutschsprachigen Trivialnamen: Augendienst (Schlesien), Augenkraut, Augentrost (Berner Oberland), Augstablust (Appenzell), Augstenblümli (Graubünden im Rheinwald), Augstenziegen (St. Gallen bei Sargans), Augustinas (Oberengadin), Gibinix (Waadt, Entlebuch), Heideln (Augsburg), Hirnkraut (Erzgebirge, Schlesien), Hungerblümli (Bern), Leuchte, weiße Leuchte (Schlesien), Lichchen, Lichter Tag, Lichtkrawt (mittelhochdeutsch), Lichttagkraut, Leuchtenkrawt (mittelhochdeutsch), Luchte (althochdeutsch, niederdeutsch), Milchdieb (Tirol im Pongau), Milchschelm (Entlebuch), Milchtötteln (Kärnten im Katschtal), Ogentrost (Mecklenburg), Ougenclar, Ougentrost, weißes Ruhrkraut (Österreich), Selbheide (althochdeutsch), Spöttlich (Tirol, Zillertal), Tageleuchte (Schlesien), Ugentrüst (Siebenbürgen), Wegeleuchten und Ziegerkraut (Graubünden).

## Geschichte
Der dem katalanischen Arzt Arnaldus de Villanova zugeschriebene Liber de vinis – in Afrika entstanden, 1358 ins Hebräische übersetzt und spätestens um 1400 als niederfränkische Handschrift im Umlauf – wurde im Jahre 1478 durch Wilhelm von Hirnkofen gestrafft ins Hochdeutsche übertragen und in Esslingen gedruckt. In dieser Inkunabel wurde empfohlen, Augentrostkraut in Most einzulegen und so Augentrostwein (lateinisch vinum eufragiae, vinum eufragiatum, genannt auch euphrasia) herzustellen, der nach der Qualitätenlehre heiß und trocken sei und sich damit besonders zur Behandlung von Augenerkrankungen der „Phlegmatiker“ und der an Alterssehschwäche Leidenden eignen würde.
Eine Nürnberger Handschrift vom Jahre 1474 (Cpg 545) erwähnte ein aus „augen tropff“ oder „augen trost“ gebranntes Wasser, welches zur äußerlichen und innerlichen Anwendung bei akuten und chronischen Augenerkrankungen empfohlen wurde. Auch in dem Michael Puff zugeschriebenen Büchlein von den ausgebrannten Wässern wurde „ewfrasia wasser das ist augen trost“ erwähnt und für Erkrankungen der Augen im Winter empfohlen.
Durch Abbildung und Beschreibung wurde „eufragia“ – „augendroist“ – arabice „herba adhill“ 1479 durch Vitus Auslasser und 1485 im Mainzer Gart der Gesundheit sicher als Gemeiner Augentrost gedeutet. In seinem Kleinen Destillierbuch vom Jahre 1500 berichtete Hieronymus Brunschwig von einer „küngin von Engelant“, die ein besonders wirksames Augentrost-Wasser allein aus den Blüten brannte. Dies habe ihm Hans Heinrich, der Arzt der Königin, gesagt.
In seinem Kräuterbuch vom Jahre 1539 zählte Hieronymus Bock vier Pflanzenarten auf, die zu seiner Zeit den Namen „Augentrost“ führten. Bei den Nürnberger Apothekern war es die Große Sternmiere, bei den Straßburgern der Gemeine Augentrost („edel Augentrost der Straßburger“). Auch zwei Vergissmeinnicht-Arten, das Sumpf-Vergissmeinnicht und das Acker-Vergissmeinnicht wurden – ohne dass Bock den Ort angab – „Augentrost“ genannt.

### Historische Abbildungen

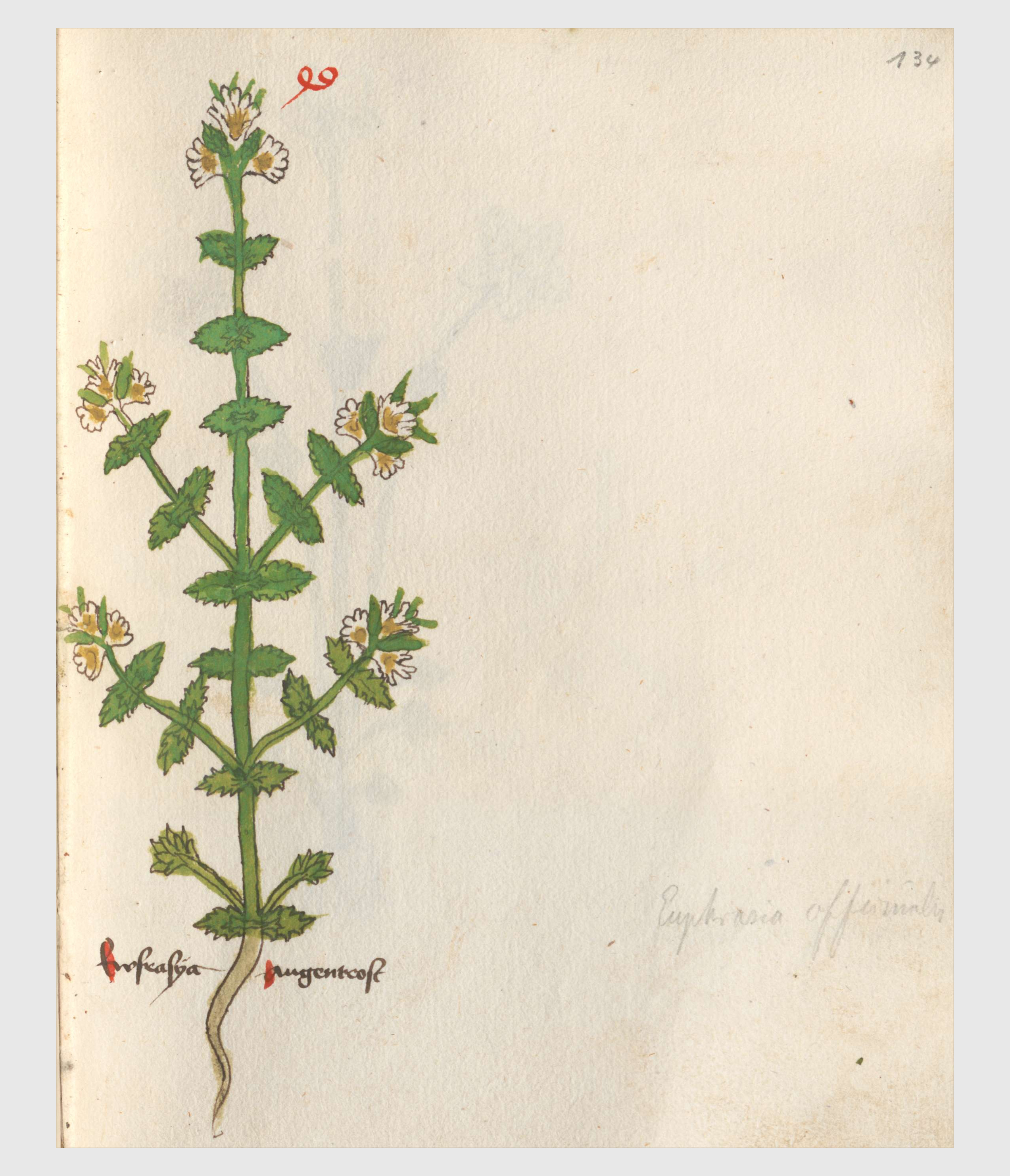
Vitus Auslasser 1479
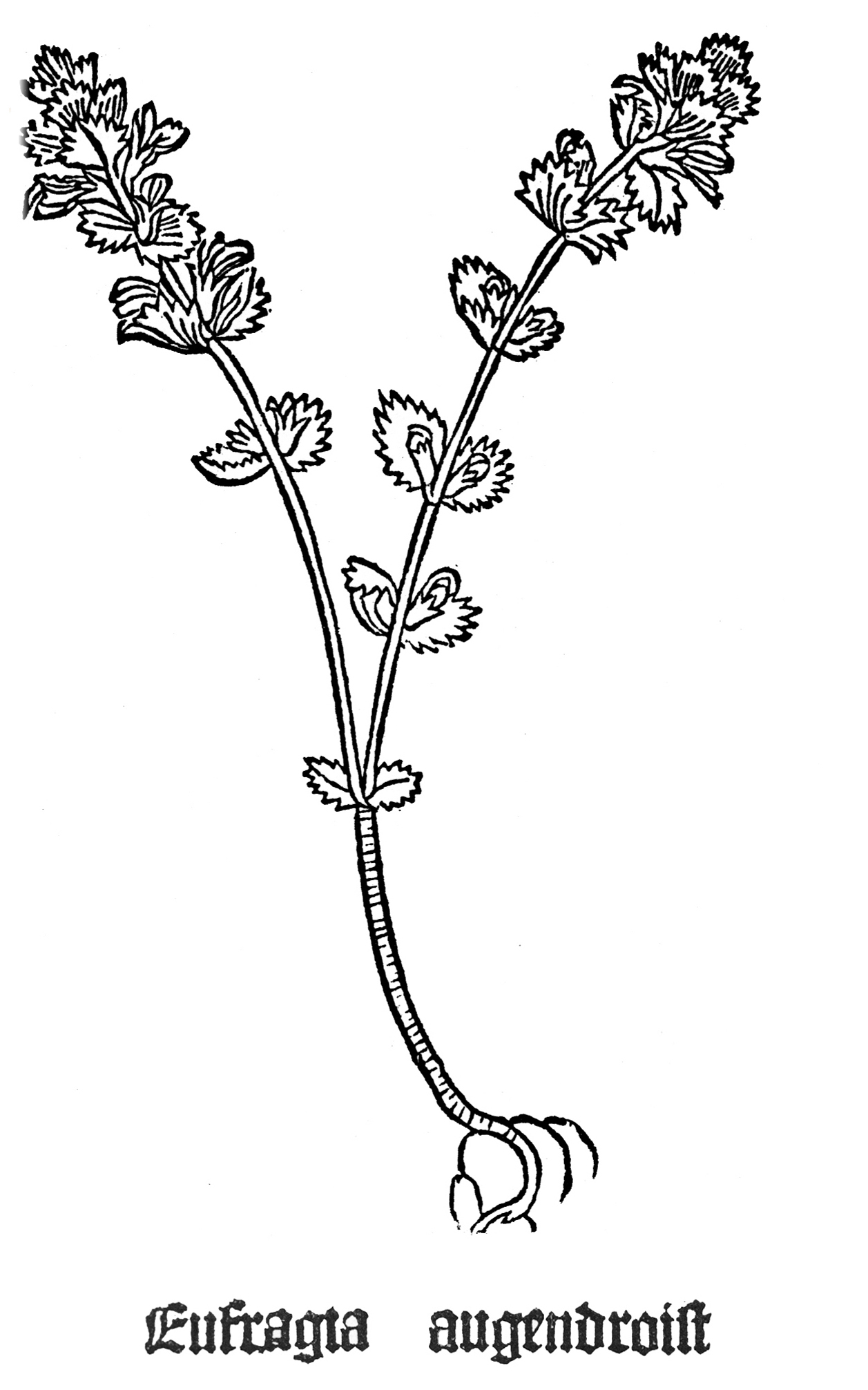
Gart der Gesundheit 1485
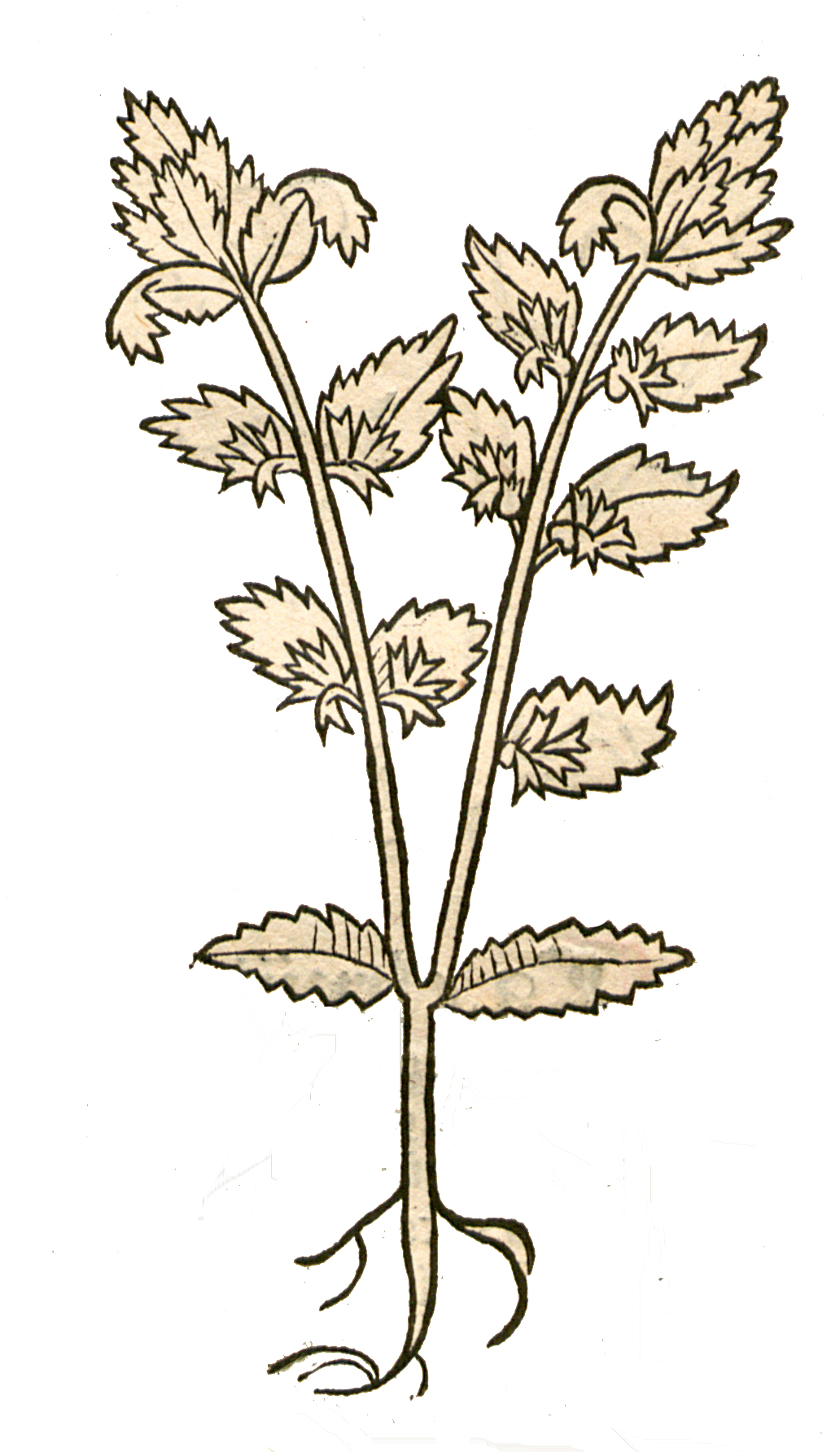
Hortus sanitatis 1491
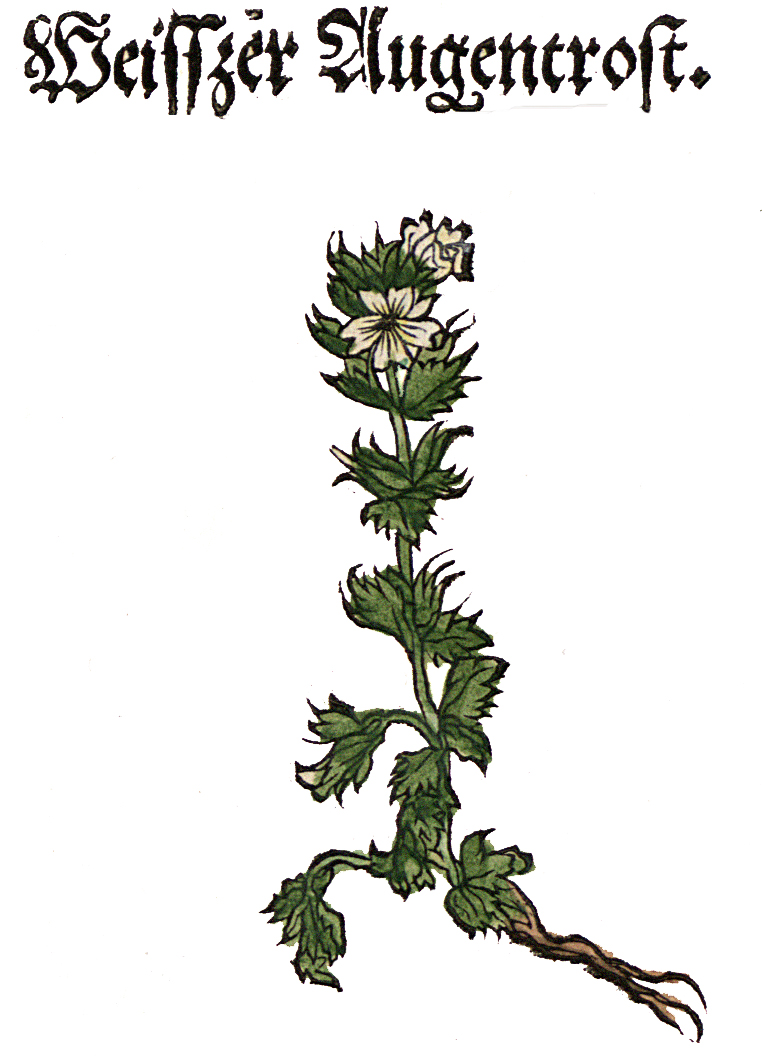
Otto Brunfels 1532
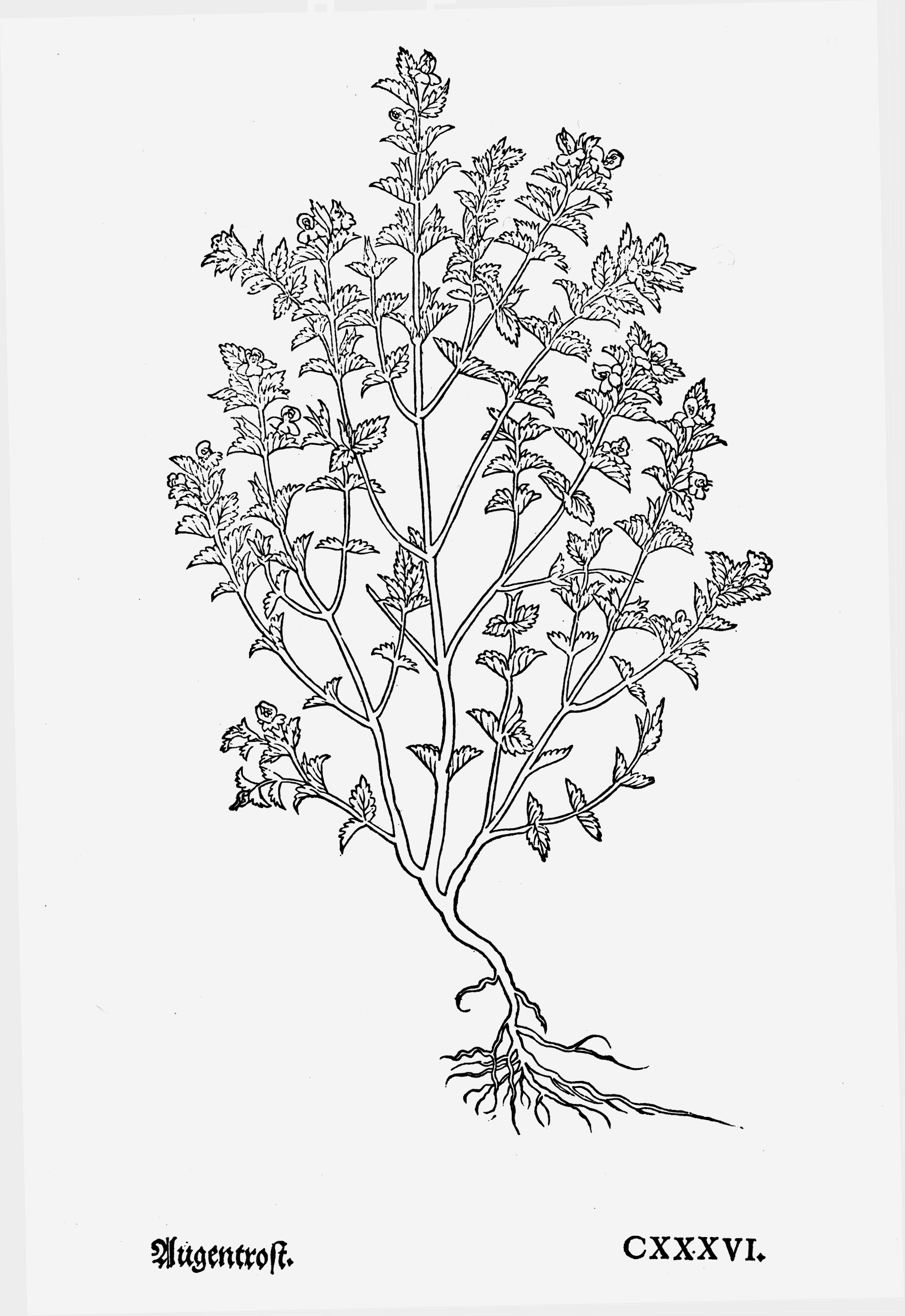
Leonhart Fuchs 1543
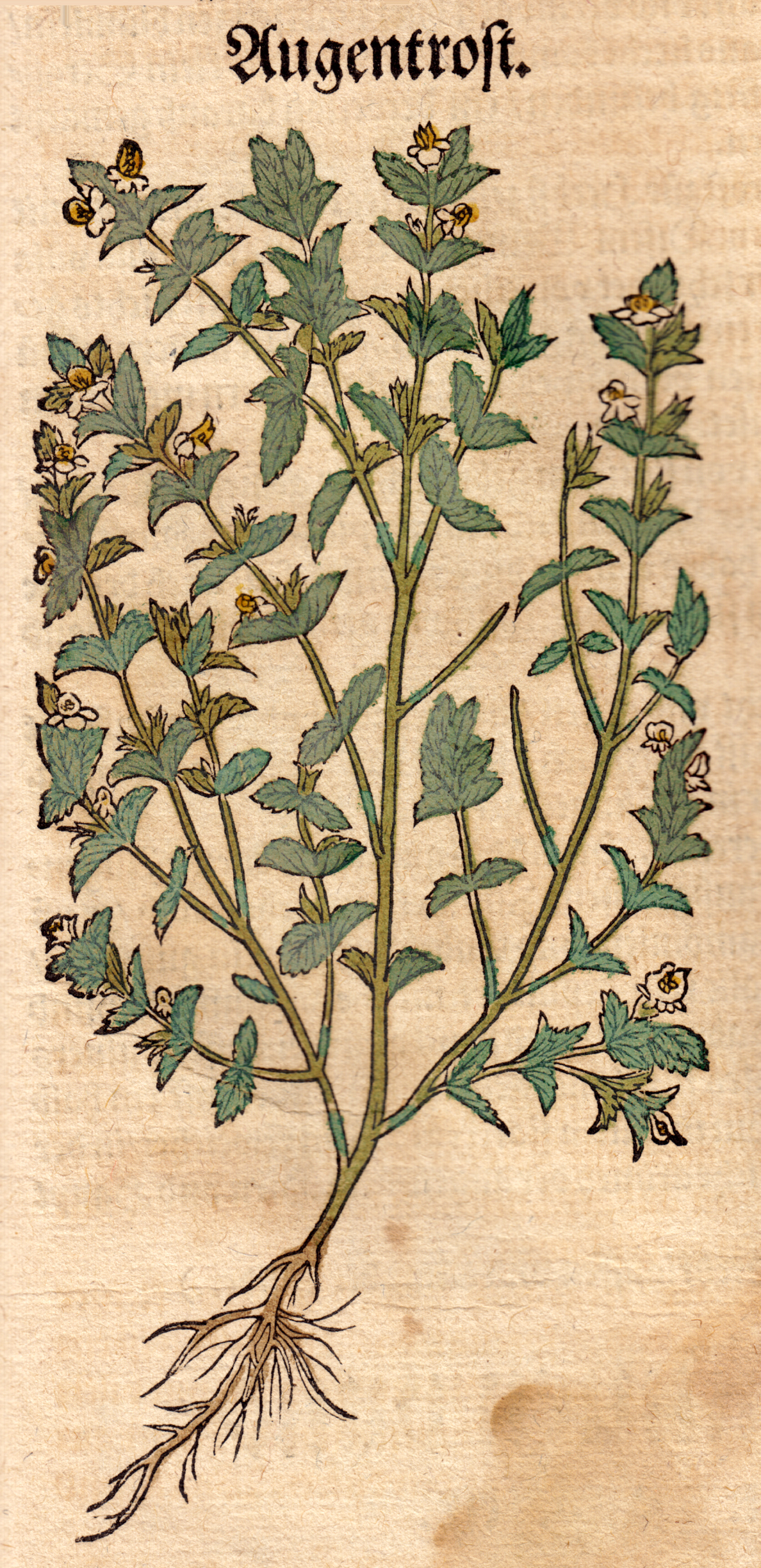
Hieronymus Bock 1546
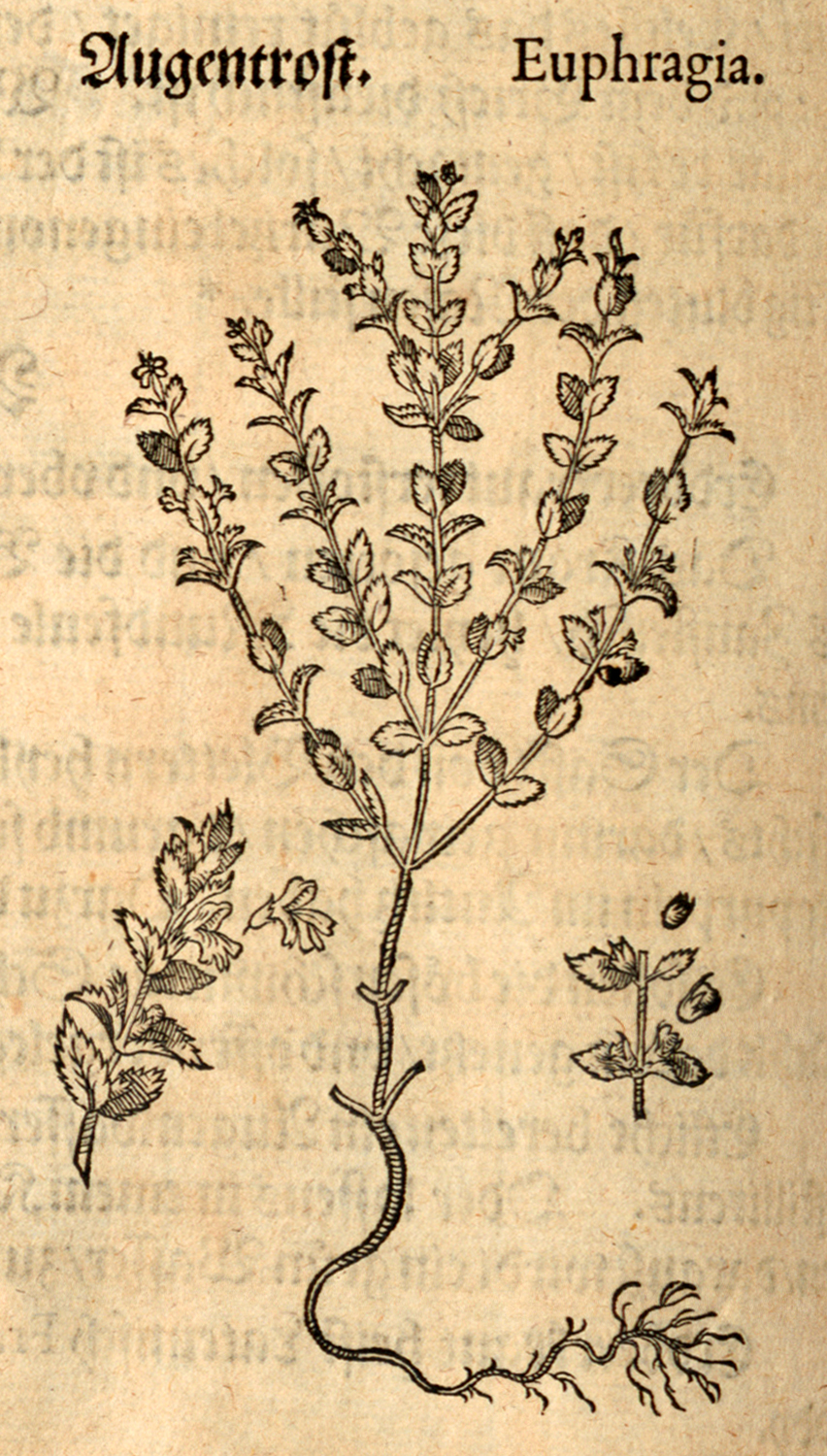
Mattioli / Handsch / Camerarius 1586